# 珉珉

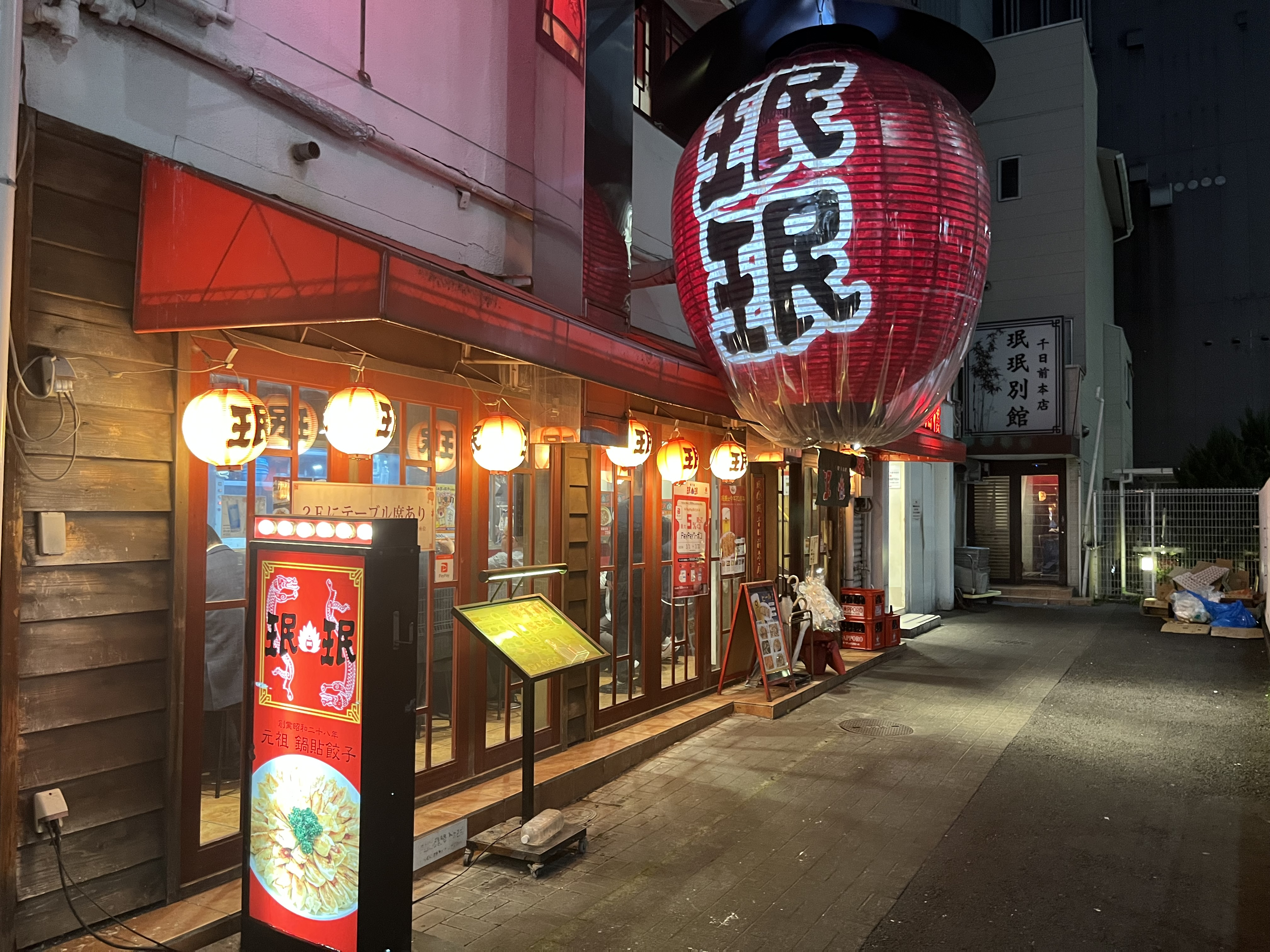
千日前本店

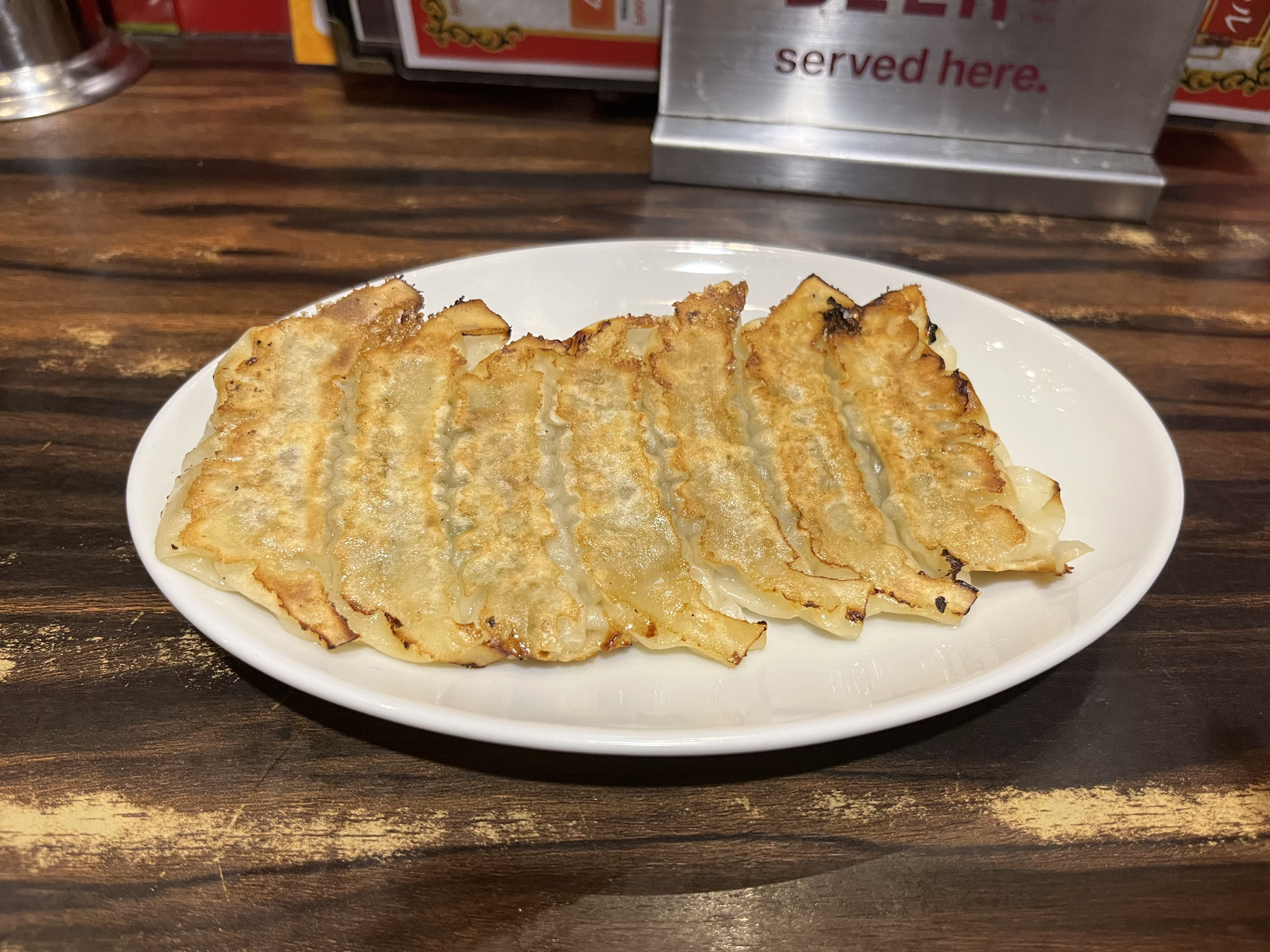
焼き餃子

珉珉（みんみん）は、大阪府大阪市浪速区に本社を置く株式会社珉珉本店が、京阪神および東京地区を中心に展開する、餃子をメインとした中華料理チェーン。

## 歴史

### 創業者
珉珉の創業者である古田安夫は、1915年の大分県に生まれた水墨画家であった。古田の東洋思想と西洋画を融合した作品は国内外から高く評価され、アメリカやドイツで個展を開いた経験もあった。

### 珉珉羊肉館での修行
1953年、古田はミナミの千日前に日本料理店を開店するが、経営は芳しくなかった。その悩みを抱えたまま上京した際、同郷の友人である高橋通博と再会、高橋が経営していた珉珉羊肉館の餃子に勝機を見出した古田は3か月間店に住み込んで餃子の作り方をマスターし大阪の店舗を改装、餃子の店を開店した。
珉珉羊肉館は、第二次世界大戦終戦後に満州から現地で結婚した妻と共に帰国した高橋通博が、妻の得意料理であった「餃子（チャオズ）」を売りにした飲食店「友楽」を1948年（昭和23年）に開店したことに始まる。1952年に珉珉羊肉館に店名を変更し渋谷の恋文横丁に移転した。店名は妻の名前の陸温珉からとっている。珉珉羊肉館の焼き餃子は安価でボリュームがあることから人気となり、満州からの引揚者が焼き餃子の店を次々と出店し恋文横丁は焼き餃子の聖地となったという。1961年に高橋が急逝、妻の美枝子が引き継ぎ1967年に道玄坂に再移転、2008年ごろに閉店している。珉珉羊肉館の暖簾分けの店に1965年に独立した「赤坂珉珉」が存在する。

### 珉珉の展開
餃子の店へ改装したものの、当時は餃子の知名度が低く苦戦を強いられた。高橋の協力も得ながら餃子の知名度を上げるために1956年に大阪市北区、翌年に京都の四条に支店をオープンした。資金が不足していたため店舗は質素で壁にはベニヤを貼っていた。ベニヤの壁では芸がないと考えた古田は京都の3号店の店内に黒色と赤色のマジックを用意し客に自由に落書きをさせた。これが評判を呼び人気に火が付いたという。その後チェーン展開を行い2001年には八重洲店を開店し東京に進出、2004年時点で関西を中心に111店舗を展開している。

## 不祥事
2012年、大阪府警外事課は、調理師として入国した中国人3名をホールで働かせたとして会長と元専務を不法就労助長容疑で逮捕した。

## 店舗
2025年2月現在、関西と関東エリアに店舗が存在する。
直営各店舗の詳細は店舗紹介を参照。
関西エリア（直営店）
- 南千日前本店
- なんばウォーク店（旧虹のまち店）
- 曽根崎店
- 京橋店
- 三宮店
- 神戸三宮店
- 四条店
- 三条店
- 桃山店
- 京都競馬場店

関東エリア（直営店）
- 八重洲店
- 豊洲店
- 中野店
- 錦糸町店
- 六本木店
- 虎ノ門店
- 飯田橋店
- 浜松町店
- Otemachi One店

のれん分け店舗
- 相川店[8]
- アベノ店
- 伊川谷店
- 池田駅前店
- 伊丹駅前店
- 茨木店
- 太秦店
- 上新庄駅前店[9]
- 鴻池店
- 高野線我孫子前駅店
- 桜橋店
- 五月が丘店
- 志染店
- 庄内店
- 新開地店
- 吹田さんくす店
- 園田店
- 谷四店
- 天下茶屋店
- 瓢箪山店
- 深井店
- 福島店
- 福知山店
- 舞鶴店
- 山科店

### 過去に存在した店舗
- あびこ道店[10]
- 壱岐店[11]
- 池田城南店[12]
- 板宿店[13]
- 今津店[14]
- 魚崎店[15]
- 江坂店[16]
- 大泉店[17]
- 鹿児島店[18]
- 岸和田店[19]
- 北浜店[20]
- 高知店[21]
- 千林店[22]
- 高槻店[23]
- 地下鉄我孫子[24]
- 塚本店[25]
- 鶴橋店[26]
- 天五店[27]
- 道頓堀店[28]
- 徳庵店[29]
- 西三荘店[30]
- 萩之茶屋店[31]
- 針中野店[32]
- 東花園店[33]
- 東三国店[34]
- 姫路店[35]
- 本町店[36]
- 南方店[37]
- 武庫之荘店[38]
- 四ツ橋店[39]
- ラ・セレナ店[40]
- 六甲店[41]
- 今里店[42]（2012年閉店）[43]
- アバンティ紅帽（旧アベノ東）店[44]（2015年11月閉店）
- 長掘店[45]（2016年5月閉店）
- 宝塚ソリオ店[46]（2018年5 月閉店）[47]
- 向日町店（2020年5月閉店）
- 光が丘店（2020年5月閉店）
- 垂水店[48]（2023年8月閉店）[49]
- 祇園店（2023年8月閉店）[50]
- 門戸厄神店[51]（2024年10月閉店）[52]
- 心斎橋店[53]（2025年4月閉店）[54]